# Фаленцин-Старий
Фаленцин-Старий (пол. Falęcin Stary) — село в Польщі, у гміні Стопниця Буського повіту Свентокшиського воєводства.
Населення — 165 осіб (2011).
У 1975-1998 роках село належало до Келецького воєводства.

## Демографія
Демографічна структура на день 31 березня 2011 року:
|          | Загалом | Допрацездатний вік | Працездатний вік | Постпрацездатний вік |
| -------- | ------- | ------------------ | ---------------- | -------------------- |
| Чоловіки | 87      | 19                 | 55               | 13                   |
| Жінки    | 78      | 11                 | 45               | 22                   |
| Разом    | 165     | 30                 | 100              | 35                   |